# Asleep at the Wheel
Az Asleep at the Wheel amerikai western swing együttes, amelyet a nyugat-virginiai Paw Pawban alapítottak. Az együttes 1970-es megalakulása óta kilenc Grammy-díjat nyert, több mint húsz albumot adott ki, és több mint 21 kislemez szerepelt a Billboard listáján. Legsikeresebb kislemezük, a „The Letter That Johnny Walker Read” 1975-ben a 10. helyen végzett.

## Történet
Az Asleep at the Wheelt 1969 végén alapította Ray Benson énekes, gitáros és Leroy Preston, dobos és Reuben Gosfield, steelgitáros Paw Pawban, West-Virginiában. Kicsit később csatlakozott hozzájuk Chris O'Donnel gitáros, énekes. 1971-ben felvették Floyd Domino billentyűst is.
A zenekar San Franciscoba költözött, ahol a Berkeley's Long Branch Saloon szerződtette fel őket. Miután helyben hírnevet szereztek, a csoport 1972-ben szerződést kötött a United Artists Recordsszal. Az első, sikertelen album megjelenése után 1974-ben a texasi Austinba költöztek. A második album 1974-ben jelent meg az Epic Recordsnál. A Choo Choo Ch'Boogie című kislemezük már listasiker lett.
Miután további két zenész, Lisa Silver és Bobby Womack csatlakozott a csapathoz, 1975-ben a Capitol Recordsra váltottak. A Texas Gold albumról több sikeres kislemez is megjelent, amelyek közül a The Letter That Johnny Walker Read a legjobb 10-be került. A következő album, a Wheelin' And Dealin ', magas eladási mutatókat ért el. A Route 66 című dalt már Grammy-díjra jelölték. A zenekar népszerű élőszereplővé vált, és számos turnén vett részt.
1978-ban a One O'Clock Jump Grammy-díjat nyert.
1980-ban jelentős személyi átalakulás után azonban egy hosszú sikertelen időszakot kellett leküzdeni, ami egészen az 1980-as évek közepéig tartott. A túlélés érdekében a zenekar kénytelen volt reklámokat és filmzenét készíteni. 1987-ben, az Epic kiadóra váltás után tudott az együttes talpra állni. A House of Blue Lights kislemez bekerült a legjobb 20 közé, és a zenekar ismét Grammy-díjat kapott egy instrumentális számért.
A Western Standard Time című albumuk is Grammy-díjat kapott. 1989-ben az Asleep at the Wheel részt vett a londoni Wembley Fesztiválon. Aztán alapító tagok közül Reuben Gosfield és Chris O'Donnel is kiszállt. Csak Ray Benson maradt az eredeti zenészgárdából. 1995-ben, a 25. évforduló alkalmából Austinban rendeztek nagykoncertet, amelyen számos egykori zenekari tag is részt vett.
Az évek során körülbelül 80 zenész volt az Asleep at the Wheel tagja.

## Tagok
- Ray Benson
- Leroy Preston
- Jason Baczynski
- Reuben Gosfield
- Chris O'Donnel
- Katie Shore
- Dennis Ludiker
- Connor Forsyth
- Josh Hoag
- Flavio Pasquetto
- Joey Colarusso

## Albumok
- 1973: Comin’ Right at Ya
- 1974: Asleep at the Wheel
- 1975: Fathers & Sons
- 1978: Collision Course
- 1979: Served Live
- 1985: Pasture Prime
- 1985: Asleep at the Wheel
- 1991: Asleep At The Wheel-Live & Kickin’ Greatest Hits
- 1992: Route 66
- 1995: The Wheel Keeps on Rollin’
- 1997: Back to the Future Now – Live at Arizona...
- 2003: Take Me Back to Tulsa
- 2003: Wide Awake!: Live in Oklahoma
- 2003: Live at Billy Bob’s Texas
- 2003: Remembers the Alamo
- 2006: Live from Austin, TX
- 2007: Reinventing the Wheel
- 2007: Kings of Texas Swing
- 2007: Santa Loves to Boogie
- 2007: Asleep at the Wheel with The Fort Worth Symphony Orchestra
- 2018: New Routes
- 2020: Stepping Westwards
- 2021: Half A Hundred Years
- 2021: Back on the Highway (Live 1985)

## Díjak
9 Grammy-díj

## Fordítás
Ez a szócikk részben vagy egészben  az   Asleep at the Wheel című német Wikipédia-szócikk ezen változatának fordításán alapul.  Az eredeti cikk szerkesztőit annak laptörténete sorolja fel. Ez a jelzés csupán a megfogalmazás eredetét és a szerzői jogokat jelzi, nem szolgál a cikkben szereplő információk forrásmegjelöléseként.